# Chiesa di San Martino in Greco
La chiesa di San Martino in Greco è la parrocchiale di Greco, quartiere periferico di Milano, in città metropolitana ed arcidiocesi di Milano; fa parte del decanato di Niguarda-Zara.

## Storia
Sembra che la parrocchia di Greco sia stata eretta nel XIII secolo, ma l'elenco dei parroci inizia nel 1450. La chiesa fu probabilmente riedificata una prima volta nel Cinquecento. L'attuale parrocchiale venne costruita nel XVII secolo in seguito al crollo di quella precedente. Nello stesso periodo fu eretto il campanile, che venne sopraelevato e dotato di otto campane tra il 1895 ed il 1896. Tra il 1920 ed il 1930 fu abbellita la chiesa da Virginio Campi e rifatto il pavimento. Inoltre, nel 1930, in seguito alla soppressione del vicariato foraneo di Bruzzano, la chiesa passò alla Porta Urbana VI di Milano. Nel 1972 la parrocchia di Greco fu aggregata al decanato di Zara. Infine, nel 2013 sia la chiesa che il campanile vennero ristrutturati.